# Luzonboszanger
De luzonboszanger (Phylloscopus nigrorum), is een vogelsoort uit de familie Phylloscopidae. 

## Verspreiding en leefgebied
Het is een endemische vogel van tropische bergbossen op de Filipijnen. De soort is onderdeel van een complex van nauw verwante soorten in vergelijkbaar habitat waartoe ook de bergboszanger (P. trivirgatus) sulawesiboszanger (P.sarasinorum), Timorese boszanger (P. presbytes), papoeaboszanger (P. poliocephalus) en de San-Cristobalboszanger (P. makirensis) behoren.
De soort telt zeven ondersoorten:
- P. n. peterseni: Palawan.
- P. n. benguetensis: noordelijk Luzon.
- P. n. nigrorum: zuidelijk Luzon, de noordelijk-centrale en centrale Filipijnen.
- P. n. diuatae: noordoostelijk Mindanao.
- P. n. mindanensis: zuidelijk Mindanao.
- P. n. malindangensis: Mount Malindang in noordwestelijk Mindanao.
- P. n. flavostriatus: het Kitangladgebergte in het noordelijke deel van Centraal-Mindanao.

Het zijn vogels die voorkomen in dicht struikgewas in rotskloven.

## Status
De grootte van de populaties is niet gekwantificeerd, maar de vogel wordt als algemeen voorkomend in geschikt habitat bevonden. Dit taxon wordt door BirdLife International niet als soort erkend. Om deze reden staat de luzonboszanger, samen met de bergboszanger, als niet bedreigd op de Rode Lijst van de IUCN.